# موزه راه‌آهن آذربایجان
موزه راه‌آهن آذربایجان (ترکی آذربایجانی: Azərbaycan Dəmiryol Muzeyi) موزه راه‌آهن در شهر باکو، آذربایجان است. این موزه در سال ۲۰۱۹ افتتاح شد.
این موزه در ساختمان تاریخی ایستگاه راه‌آهن صابونچی در مرکز شهر باکو، در نزدیکی میدان جعفر جبارلی (ایستگاه مترو ۲۸ مه) واقع شده است.